# Phénomène aérospatial non identifié
Pour les articles homonymes, voir Pan (homonymie).
Un phénomène aérospatial non identifié (PAN) est, selon la terminologie du CNES et de son service spécialisé, le GEIPAN, un phénomène atmosphérique ou extra-atmosphérique dont la nature reste inexpliquée. Dans le cadre de cette désignation, l'attribution de la qualité d'ovni (objet volant non identifié) est confinée à certains cas particuliers de PAN, soit moins de 4 % des cas documentés.

## Phénomènes
PAN est l'acronyme employé officiellement par la cellule spécialisée du CNES nommée GEIPAN (anciennement GEPAN, puis SEPRA). Ses archives françaises, souvent fondées sur des rapports de gendarmerie, et concernant les phénomènes PAN (dont les ovnis) sont ouvertes au public depuis le vendredi 13 avril 2007 sur le site internet du GEIPAN.
Le CNES divise les PAN en quatre catégories, désignées chacune par une lettre :
- PAN de catégorie A : observation ayant été expliquée sans aucune ambiguïté ;
- PAN de catégorie B : observation pour laquelle l'hypothèse retenue par le GEIPAN est considérée comme très probable ;
- PAN de catégorie C : observation non analysable faute d'informations ;
- PAN de catégorie D : observation inexpliquée malgré les éléments en possession du GEIPAN. La catégorie D recouvre deux sous-catégories :
  - Les PAN D1 qui correspondent à des phénomènes étranges, mais dits de consistance moyenne, par exemple associés à un témoignage unique, sans enregistrement photo ou vidéo.
  - Les PAN D2 qui correspondent à des phénomènes très étranges et de consistance forte : plusieurs témoins indépendants et/ou des enregistrements photo ou vidéo et/ou des traces au sol.

### Distribution des PAN selon la catégorie
Le graphique suivant présente une distribution des PAN en fonction de la catégorie en date du 22 août 2019 :
Les PAN englobent un large éventail de phénomènes de toutes natures allant de la simple non reconnaissance par l'observateur d'un phénomène naturel ou d'un artéfact connu (ex : mirage, nuage, feu follet, planète, avion, satellite) à des observations de phénomènes plus rares (ex : rentrée atmosphérique, foudre en boule) et les PAN catégorie D parmi lesquels se classent les ovnis.

## Commission PAN/SIGMA de la 3AF
Au sein de l'Association aéronautique et astronautique de France (3AF), la société savante du domaine aéronautique et spatial en France, une commission PAN est créée en 2008, sous la présidence d'Alain Boudier, afin d'étudier les phénomènes aérospatiaux non identifiés (PAN). En juin 2009, elle est renommée en commission SIGMA (pour "somme des compétences en matière du paramètre extérieur").

#### Matériels militaires expérimentaux
- Arme volante non identifiée (AFNI)
- Aile volante, Aile volante Horten, Liste des ailes volantes
- Avion expérimental Aurora
- Sea Shadow (IX-529)